# Sosaia Feki

a Compétitions nationales et continentales officielles uniquement.

b Matchs officiels uniquement.
Sosaia Feki, né le 9 mai 1991 à Auckland (Nouvelle-Zélande), est un joueur de rugby à XIII néo-zélandais d'origine tongienne évoluant au poste d'ailier.
Il fait ses débuts en National Rugby League (« NRL ») avec les Sharks de Cronulla-Sutherland lors de la saison 2013. Il remporte la NRL en 2016 avec Cronulla-Sutherland. En raison de ses origines tongiennes, il a également pris part à la Coupe du monde 2013 avec les Tonga.

## Biographie
Né à Auckland en Nouvelle-Zélande, Sosaia Feki a une ascendance tongienne. Il pratique dès son jeune âge au rugby à XIII au sein du club des Bay Roskill Vikings avant de rejoindre la formation des Warriors de New Zealand et d'incorporer la sélection de Nouvelle-Zélande junior.
Il fait ses débuts en National Rugby League (« NRL ») avec les Sharks de Cronulla-Sutherland lors de la saison 2013. Il remporte la NRL en 2016 avec Cronulla-Sutherland. En raison de ses origines tongiennes, il a également pris part à la Coupe du monde 2013 avec les Tonga.

## Palmarès
- Collectif
  - Vainqueur de la National Rugby League : 2016 (Cronulla-Sutherland).

### En club

#### Statistiques
| Saison | Club                       | Compétition           | Matchs | Points | Essais | Goals | Drops |
| ------ | -------------------------- | --------------------- | ------ | ------ | ------ | ----- | ----- |
| 2013   | Cronulla-Sutherland Sharks | National Rugby League | 19     | 28     | 7      | 0     | 0     |
| 2014   | Cronulla-Sutherland Sharks | National Rugby League | 20     | 36     | 9      | 0     | 0     |
| 2015   | Cronulla-Sutherland Sharks | National Rugby League | 23     | 28     | 7      | 0     | 0     |
| 2016   | Cronulla-Sutherland Sharks | National Rugby League | 24     | 56     | 14     | 0     | 0     |
| 2017   | Cronulla-Sutherland Sharks | National Rugby League | 22     | 52     | 13     | 0     | 0     |
| Total  | Total                      | Total                 | 108    | 200    | 50     | 0     | 0     |